# Imanburlyq
L'Imanburlyq (in kazako Иманбұрлық?, in russo Иманбурлы́к?, Imanburlyk) è un fiume del Kazakistan, tributario di destra dell'Išim. Scorre nel territorio dei distretti Ajyrtau e Šal Aqyn della regione del Kazakistan Settentrionale.
Il fiume ha origine dal lago Imantau; la direzione generale della corrente è nord-occidentale. Ha una lunghezza di 177 km. La portata media dell'acqua è di 1,13 m³/s. Sfocia nel bacino idrico di Sergeev.